# Hartwig Strobel
Hartwig Strobel (* 31. August 1937 in Dessau) ist ein deutscher Kameramann und Drehbuchautor.

## Leben
Hartwig Strobels Vater, Franz Strobel (1906–1986), arbeitete im Musterbau Flugwerk bei den Junkers-Werken in Dessau als Konstrukteur für besondere Aufgaben (Schalenflügel). Während des Zweiten Weltkriegs war die Familie nach Zerbst evakuiert worden. Im Oktober 1946 erfolgte im Rahmen der Aktion Ossawakim die Zwangsverpflichtung des Vaters für die Flugzeugindustrie der UdSSR, was die Umsiedlung der gesamten Familie nach Podberesje bei Moskau und dortige Einschulung der Kinder einschloss. Nach fünf Jahren wurde zunächst Hartwig Strobels ältere Schwester im Januar 1952 in die DDR entlassen, ging nach Leipzig und wurde dort immatrikuliert. Seine Mutter, die jüngere Schwester und er selbst kehrten im Mai 1952 zurück. Der Vater durfte schließlich am 4. Juli 1954, nach knapp acht Jahren, zurück.
Nach dem Abitur in Leipzig studierte Hartwig Strobel von 1955 bis 1960 an der Hochschule für Film und Fernsehen Babelsberg und schloss das Studium als Diplom-Kameramann ab. Von 1960 an arbeitete er zunächst als kameraführender Assistent (Schwenker) an der Seite des Kameramanns Horst E. Brandt. Im Anschluss folgte Strobels erste selbständige Kameraarbeit unter der Regie von Günter Reisch für den 5. Teil von Gewissen in Aufruhr – einer der vielen bei der DEFA in Auftrag gegebenen Fernsehfilme. Bis 1964 arbeitete Hartwig Strobel im DEFA-Studio für Spielfilme. Nach einem von ihm gewünschten Aufhebungsvertrag wechselte er zum Deutschen Fernsehfunk nach Berlin-Adlershof bzw. Johannisthal, wo er einem Angebot des Intendanten Heinz Adameck folgend fernseheigene Produktionskapazitäten zu etablieren half und eine langjährige erfolgreiche Zusammenarbeit mit dem Schauspieler und Regisseur Ulrich Thein begann, bei dem Strobel als Kameramann und stets auch als Co-Autor der Drehbücher agierte.
Mit seinen spezifischen Erfahrungen bei DEFA und Fernsehfunk wurde Strobel ein gefragter Kameramann für beide Spielfilm-Produktionsstätten und konnte viel gestalterischen Einfluss auf die Projekte renommierter Regisseure wie Frank Beyer oder Christian Steinke nehmen. Als das Fernsehen der DDR abgewickelt wurde und Strobel am 30. August 1991 als festangestellter Kameramann ausschied, war er 54 Jahre alt. Auf freischaffender Basis gelang ihm ein beruflicher Anschluss mit zahlreichen Fernseh-Produktionen für ARD und ZDF.

## Filmografie (Auswahl)
- 1961: Gewissen in Aufruhr (5. Teil, TV) – Regie: Günter Reisch und Hans-Joachim Kasprzik
- 1961: Das Stacheltier – Campingflaschen – Regie: Hubert Hoelzke
- 1961: Das Stacheltier – Schenke mit Liebe – Regie: Hubert Hoelzke
- 1961: Reiseziel Erfurt – Kamera zus. m. Karl Plintzner, Gustav Voigt, Günter Weschke – Regie: Heinz Fischer
- 1961: Vielgeliebtes Sternchen (TV) – Regie: Rudi Kurz
- 1962: Das grüne Ungeheuer (5 Teile, TV) – Regie: Rudi Kurz
- 1963: Der andere neben dir (auch Drehbuch, TV) – Regie: Ulrich Thein
- 1964: Titel hab’ ich noch nicht (TV) – Regie: Ulrich Thein
- 1964: Der tanzende Stein (TV) – Regie: Max Jaap
- 1965: Schlafwagen Paris–München (TV) – Regie: Hans-Joachim Hildebrandt
- 1966: Ende der Anfrage (TV) – Regie: Lothar Bellag
- 1966: Columbus 64 (auch Drehbuch, TV) – Regie: Ulrich Thein
- 1967: Geschichten jener Nacht (2. Episode)
- 1967: Ein sonderbares Mädchen (auch Drehbuch, TV) – Regie: Achim Hübner
- 1968: Mitten im kalten Winter (auch Drehbuch, TV) – Regie: Ulrich Thein
- 1969: Unbekannte Bürger (auch Drehbuch, TV) – Regie: Ulrich Thein
- 1969: Porträt Erika Dunkelmann (TV) – Regie: Charlotte Sommerfeld
- 1971: Der Sonne Glut (TV) – Regie: Christian Steinke
- 1972: Jule – Julia – Juliane. Stationen einer jungen Frau (auch Drehbuch, TV) – Regie: Ulrich Thein
- 1973: Sei sauber, wenn Du ankommst (TV) – Regie: Ulrich Thein
- 1973: Glück auf – Glück ab (TV) – Regie: Ulrich Thein
- 1973: Der Tischherr (TV) – Regie: Ulrich Thein
- 1975: Broddi (TV) – Regie: Ulrich Thein
- 1975: Interview mit dem Mitglied der Komischen Oper Bowinkel (TV) – Regie: Jürgen Brill
- 1976: Ein altes Modell (auch Drehbuch, TV) – Regie: Ulrich Thein
- 1977: Geschlossene Gesellschaft (TV) – Regie: Frank Beyer
- 1978: Nach Jahr und Tag (TV) – Regie: Richard Engel
- 1979: Die blonde Geisha (TV) – Regie: Martin Eckermann
- 1980: Dach überm Kopf (auch Drehbuch) – Regie: Ulrich Thein
- 1982: Romanze mit Amélie (auch Drehbuch) – Regie: Ulrich Thein
- 1983: Antrag auf Adoption (TV)- Regie: Ursula Bonhoff
- 1984: Lebenszeichen (TV) – Regie: Ursula Bonhoff
- 1985: Pelle der Eroberer (TV) – Regie: Christian Steinke
- 1986: Jorinde und Joringel (TV) – Regie: Wolfgang Hübner
- 1990: Marie Grubbe (TV) – Regie: Christian Steinke
- 1991: Hüpf, Häschen hüpf (TV) – Regie: Christian Steinke
- 1991: Das Trio (TV)- Regie: Wolfgang Hübner
- 1992: Durchreise  – Die Geschichte einer Firma (TV – 6 Folgen) – Regie: Peter Weck
- 1992: Sicher ist sicher (TV – 3 Folgen) – Regie: Peter Weck
- 1993: Weißblaue Geschichten (TV – 2 Folgen) – Regie: Rolf von Sydow
- 1993: Special Liesl Christ (TV) – Regie: Rolf von Sydow
- 1994: Die Stadtindianer (TV – 7 Folgen) – Regie: Michael Knof
- 1995: Zappek (TV – 7 Folgen) – Regie: Wolfgang Henschel
- 1998: Großstadtrevier (TV – 4 Folgen) – Regie: Helmut Förnbacher
- 1998: Schlange auf dem Altar (TV) – Regie: Hans-Erich Viet
- 1998: Eine Frage des Glaubens (TV) – Regie: Hans-Erich Viet
- 1998: Tatort: Arme Püppi (TV) – Regie: Helmut Förnbacher
- 1999: Tatort: Der Duft des Geldes (TV) – Regie: Helmut Förnbacher
- 2000: Tatort: Blaues Blut (TV) – Regie: Helmut Förnbacher
- 2000: Tatort: Rattenlinie (TV) – Regie: Hartmut Griesmayer
- 2000: Tatort: Der schwarze Skorpion (TV) – Regie: Helmut Förnbacher

## Auszeichnungen
- 1963: Kunstpreis des FDGB zus. m. Ulrich Thein für den Fernsehfilm Der andere neben dir
- 1969: Heinrich-Greif-Preis für den Fernsehfilm Unbekannte Bürger
- 1980: Goethe-Preis der Stadt Berlin für die Kameraarbeit bei Dach überm Kopf
- 1990: Kritikerpreis und Goldener Bildschirm für den Fernsehfilm Geschlossene Gesellschaft